# Пасхавер Йосип Саулович
Йосип Саулович Пасхавер (14 грудня 1907, Криве Озеро — 27 грудня 1980, Київ) — радянський економіст, доктор економічних наук (з 1963 року), професор (з 1965 року).

## Біографія
Народився 14 грудня 1907 в селі Кривому Озері Балтського повіту Подільської губернії (нині селище міського типу, районний центр Кривоозерського району Миколаївської області). В 1929 році закінчив статистичний факультет Харківського інституту народного господарства. З 1929 року в ЦСУ УРСР, одночасно викладав на кафедрі статистики ХІНГу. З 1937 року заступник, у 1939–1953 роках — начальник відділу статистики ЦСУ УРСР. В 1947–1980 роках — завідувач кафедрою статистики Київського інституту народного господарства.

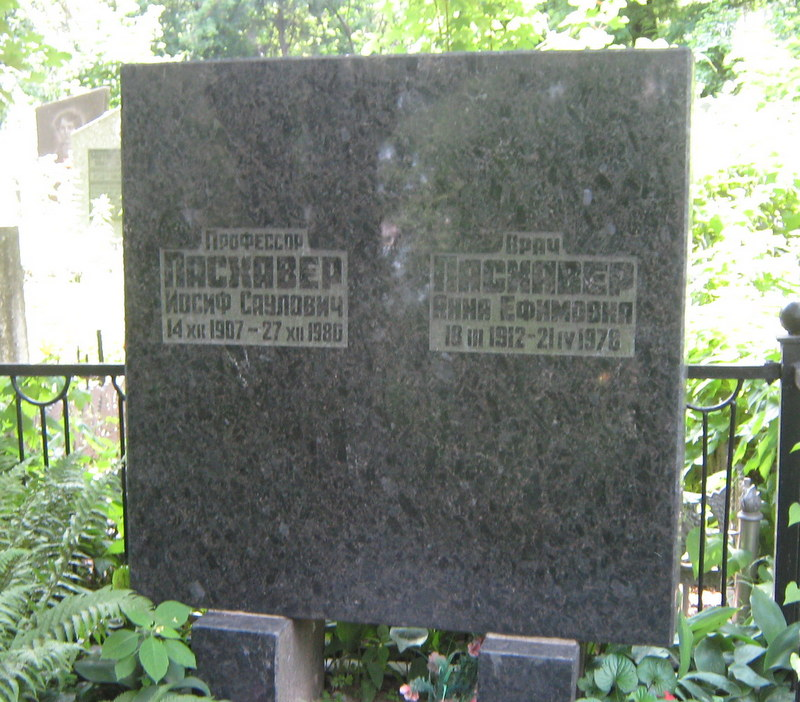
Могила Йосипа Пасхавера

Помер 27 грудня 1980 року. Похований в Києві на Байковому кладовищі.

## Наукова діяльність
Автор статей в журналі «Вісник статистики», наукових робіт з проблем загальної теорії статистики сільського господарства. Один з авторів підручника для вузів «Статистика сільського господарства» (Москва, 1973). Під його керівництвом було розроблено перший в СРСР посібник «Загальна теорія статистики (для програмованого навчання)» (Москва, 1976).
Праці:
- «Облік врожаю в колгоспах.» Харків, 1933;
- «Закон великих чисел і закономірності масового процесу.» Москва, 1966;
- «Закон великих чисел і статистичні закономірності.» Москва, 1974;
- «Середні величини в статистиці.» Москва, 1979.